# Джеймс Стюарт, герцог Росс
Джеймс Стюарт (англ. James Stewart; март 1475 или 1476 — 12 января 1504, Эдинбург, Королевство Шотландия) — второй сын короля Шотландии Якова III и Маргариты Датской, получивший в 1488 году титул герцога Росса. Номинальный архиепископ Сент-Эндрюсский с 1497 года, лорд-канцлер Шотландии с 1502 года. Несостоявшийся жених Екатерины Йоркской.

## Биография
Джеймс Стюарт появился на свет в марте 1475 или 1476 года и стал вторым из трёх сыновей короля Шотландии Якова III и его жены Маргариты Датской: первым родился ещё один Джеймс, герцог Ротсей, третьим — Джон, ставший графом Мар.
При крещении Джеймс получил титул маркиза Ормонда. 23 января 1481 года он стал герцогом Росс, получив в номинальное владение земли с замком Дингуолл, а 5 апреля того же года стал владетелем замков Брикин и Навар с прилегающими территориями. Отец хотел женить принца на Екатерине Йоркской, дочери Эдуарда IV и сестре супруги правившего тогда Англией Генриха VII Тюдора. Была достигнута предварительная договорённость, но план остался нереализованным из-за гибели Якова III. 29 января 1488 года король пожаловал сыну дополнительные титулы — графа Ардманноха и лорда Брикина и Навара. Джеймсу было тогда всего 11 или 12 лет, но отец решил ввести его в парламент вместе с ещё тремя лордами, чтобы усилить своё влияние на пэров. Ответом на это стал мятеж; восставшие бароны провозгласили своим вождём старшего сына короля, герцога Ротсея, а тот согласился их возглавить, по-видимому, в том числе из-за явного предпочтения, которое Яков III отдавал среднему сыну. 11 июня 1488 года в сражении при Сочиберне король погиб, и после этого Ротсей занял престол под именем Якова IV. При нём Росс сохранил своё положение.
В апреле 1491 года сэр Джон Рамсей организовал заговор, целью которого было захватить короля и герцога Росса, а потом передать их в руки Генриха VII Английского, но эта затея потерпела неудачу. В 1498 году Росс был назначен архиепископом Сент-Эндрюсским (главой шотландской церкви), но полномочия так и не принял. Он отправился в Рим для подтверждения назначения папой. Там его внешность вызвала восхищение Лудовико Ариосто: в десятой песне «Неистового Роланда» поэт описывает герцога как воплощение красоты и изящества, а также восхваляет его ум (но эти похвалы более формальны). В 1502 году Росс был назначен лордом-канцлером Шотландии и получил доходы аббатства Данфермлин. Он умер 12 января 1504 года в Эдинбурге и был похоронен в кафедральном соборе Сент-Эндрюса. Детей Джеймс не оставил. Поэтому титул герцога Росса вернулся короне, а в 1514 году был пожалован Александру Стюарту, посмертному сыну Якова IV.